# GNU Aspell
Aspell (или GNU Aspell) — свободная программа для проверки орфографии, разработанная для замены Ispell. Это стандартная программа проверки орфографии для системы GNU. Она также компилируется под другие Unix-подобные операционные системы и Microsoft Windows. Основная программа лицензируется на условиях GNU LGPL, а документация — на условиях GNU FDL. Словари для неё доступны примерно на 70 языках. Основной разработчик — Кевин Аткинсон (Kevin Atkinson).

## Интеграция с другими приложениями
Среди прочих, Opera(до версии 9.64, позже Hunspell), Pidgin, AbiWord, Coccinella, LyX, Lynx, Psi и gedit используют Aspell как дополнение для проверки орфографии.

## Сравнение с Ispell
Aspell также может проверить документы в UTF-8 без использования специального словаря. Aspell также соблюдает текущую локаль настроек. В отличие от Ispell, включена возможность использования нескольких языковых словарей одновременно и использование словаря пользователя.